# Абалихин, Борис Сергеевич
Бори́с Серге́евич Абали́хин (19 августа 1930, Саратов — 30 мая 1994, Волгоград) — советский и российский историк, доктор исторических наук (с 1981), профессор (с 1982 года), заслуженный деятель науки РСФСР (1991), академик Академии истории и политологии (с 1993).

## Биография
Родился в 1930 году в городе Саратове. Вскоре семья переехала в Сталинград, а в 1939 году в Брест, к месту военной службы отца. В подростковом возрасте пережил немецкую оккупацию. После освобождения Беларуси жил с родителями в Горьковской области, а в октябре 1945 года семья вернулась в Сталинград. Учился в техникуме железнодорожного транспорта. Срочную службу в Советской армии проходил в Приморском крае.
В 1954—1959 годах учился на историко-филологическом факультете Сталинградского педагогического института имени А. С. Серафимовича, который окончил с отличием, получив специальность учителя истории, русского языка и литературы. После окончания вуза работал в нём ответственным секретарём многотиражной газеты «Учитель», ассистентом (с 1964), старшим преподавателем (с 1965), доцентом (с 1970), профессором кафедры истории СССР (позже России). Выучил немецкий, польский, французский и украинский языки.
В 1964 году в Институте истории АН УССР защитил кандидатскую диссертацию на тему: «Боевое содружество украинского и русского народов в Отечественной войне 1812 года». В 1981 году в Саратовском государственном университете защитил докторскую диссертацию на тему: «Борьба с наполеоновской армией на юго-западе России в период Отечественной войны 1812 г.».
Умер в Волгограде в 1994 году.

## Научная деятельность
Автор около 200 научных трудов, которые делятся на три основные направления:
- история Отечественной войны 1812 года:
  - Из истории совместной борьбы русского и украинского народов против наполеоновского нашествия // Советские архивы, 1990. — № 1. — С. 83— 90
  - К разгадке одной из тайн стратегии Наполеона 1812 г.;
  - Контрнаступление русских войск в 1812 г.: планы и их реализация // История СССР, 1987. — № 4. — С. 104—119
  - О стратегическом плане Наполеона на осень1812 г. // Вопросы истории, 1985. — № 2. — С. 64—79
  - Отечественная война 1812 года на Юго-Западе России: Учебное пособие по спецкурсу. — Волгоград: ВГПИ им. А. С. Серафимовича, 1987. — 104 с.
  - Роль Украины в обеспечении армии в отечественной войне 1812 года // Вопросы военной истории: XVIII и первая половина XIX в. — М., 1969. — С. 187—204
  - Украинское ополчение 1812 г. // Исторические записки. — М., 1962. — Т. 72. — С. 87—118
  - Историческое значение Малоярославецкого сражения // События Отечественной войны 1812 года на территории Калужской губернии: материалы научной конференции, посвящённой 180-летию Малоярославецкого сражения. — Малоярославец, 1993. — С. 3—18
  - Отечественная война 1812 г. и украинское казачество // Українське козацтво: витоки, еволюція, спадщина. — Київ, 1993. — Вип. 2. — С. 49—58
- история Сталинградской битвы:
  - Сталинградская битва в оценках иностранцев:
  - Мир, признательный Сталинграду : Воспоминания. Телеграммы. Карикатуры. Воззвания. Заявления. Дневники. Интервью. Послания. Надписи. Плакаты. Статьи. Письма. Клятвы. Стихи. [печатный текст] / Абалихин, Борис Сергеевич, Составитель (Compiler); Зайцев, В. Е., Редактор (Editor); Беляков, П. А., Редактор (Editor); Копылов, Р. В., Художник (Artist); Киселев, В. В., Художник (Artist). - Волгоград : Нижне-Волжское книжное издательство, 1973. - 173, [3] с.; 17 см.- 20 000 экземпляров   (в переплёте) : 43 к.
  - Влияние Сталинградской победы на подъём национально-освободительного движения в Китае (кит.);
- история Нижнего Поволжья XVIII—XX веков:
  - Экономика края в период разложения феодально-крепостнических отношений;
  - Экономика края в пореформенный период // Историко-краеведческие записки. Вып. 1. — Волгоград, 1973
  - Участие населения в Отечественной войне 1812 г.;
  - Положение и борьба народных масс против феодально-крепостнического гнёта.

Разрабатывал тему, связанную с участием украинского народа в Отечественной войне 1812 года. В 1962 году в Киеве издана его брошюра «Украинский народ в Отечественной войне 1812 г.». В этом же году, в 72-м томе «Исторических записок» (АН СССР), была опубликована статья «Украинское ополчение 1812 г.».
Участвовал в создании:
- второго и третьего томов «Советской энциклопедии истории Украины», в которых опубликовал четыре статьи: «Киевское восстание ратников 1807», «Пограничный цепь», «Лесных казаков отряды», «Народное ополчение в 1812 г.»;
- третьего и четвёртого томов «Истории Украинской ССР», где разместил материалы по теме «Отечественная война 1812 г. Участие украинского народа в разгроме наполеоновских войск».

Публиковался в журналах: «Вопросы истории», «История СССР» («Отечественная история»), «Советские архивы», «Новое время», «Новый мир», «Семья», «Неман», «Украинский исторический журнал», «Архивы Украины»; в «Археологическом ежегоднике», историографическом ежегодник «История и историки».

## Общественная деятельность
Был членом научного совета «Историография и источниковедение» АН УССР, председателем методической комиссии по истории СССР, членом научного совета Волгоградского областного краеведческого музея, членом учёных советов музея-панорамы «Сталинградская битва» и музея-панорамы «Бородинская битва», председателем Волгоградской областной секции «Памятники трудовой славы», редактором «Историко-краеведческих записок». Принимал активное участие в создании музея истории Волгоградского педагогического института. Руководил научным студенческим кружком «Героика Отечества».

## Награды
Заслуженный деятель науки Российской Федерации (с 1991). За большой вклад в науку, высокие результаты в работе по подготовке специалистов для системы образования, активное участие в патриотическом воспитании студентов и молодёжи города, награждён медалью «За доблестный труд в ознаменование 100-летия со дня рождения В. И. Ленина», знаком «Отличник народного образования РСФСР», многими почётными грамотами.

## Память
С мая 1995 года в Волгоградском государственном педагогическом университете проводятся «Абалихинские чтения».